# 木村勇市
木村 勇市（きむら ゆういち、1939年 - ）は、日本の実業家。元キムラ社長、元ジョイフルエーケー社長。北海道小樽市生まれ。

## 来歴
北海道札幌東高等学校卒業後、関西大学商学部卒業。大学卒業後、黒田商店に入った後の1963年、家業の木村金物店（現キムラ）に入社。1974年、父・正二を継ぎキムラ社長に就任。社長就任後、ホームセンター事業に進出し、2001年には、大手ホームセンターであるジョイフル本田やアークランドサカモトと共にジョイフルエーケーを立ち上げた。2002年、キムラ会長に就任。

## 著作
- 『北の企業家　撃て！そして狙え！巨艦DIYの船出』北海道新聞社、2018年